# Духовской, Антон Владимирович
Анто́н Влади́мирович Духовско́й (21 февраля 1967, Ленинград) — петербургский актёр, поэт и музыкант.
Учился в Ленинградском Государственном Институте театра, музыки и кинематографии на факультете драматического искусства (мастерская профессора А. И. Кацмана).
Первое выступление в качестве автора и исполнителя собственных песен состоялось в марте 1988 года в Театре Эстрады.
В разные годы был главным редактором издательской группы «Шансон», основателем и руководителем театра «Муравейник» в городе Сестрорецке, участвовал в ряде телевизионных проектов в качестве автора и режиссёра, снимался в кино. С 2003 года известен как организатор и постановщик масштабных эстрадных шоу, светских событий, церемоний и праздников.
Антон Духовской — лауреат Третьего Всесоюзного фестиваля авторской песни в Киеве (1990), обладатель Царскосельской художественной премии (1998), лауреат Грушинского фестиваля (2003), отмечен другими знаками общественного и профессионального признания.
Выступает с концертами. Помимо собственных песен, исполняет песни Александра Галича, объединив их в музыкальный спектакль.

## Дискография
- Песенки обезьянки Чарли (2001)
- Песенки (2003)
- Песенки-2 (2007)
- Коллекция / Маленькие пижонские песенки (2009)
- Коллекция / Прощание с Петербургом (2009)

## О нём
Александр Городницкий: 

Я в течение долгого времени слежу за восходящей звездой (другого слова я не могу подобрать) Антона Духовского. Яркий и самобытный автор песен и поэт, успешный продюсер и издатель, талантливый режиссёр… Не знаю, что Антон будет делать завтра… Но что бы он ни делал — это светлый человек. Он молод, у него много соблазнов, много талантов — и много искушений поэтому. Но самое важное, что это человек — высочайшей нравственности, что встретишь сейчас крайне редко, но что является самой главной ценностью на рубеже наших двух интереснейших и страшнейших тысячелетий. Я желаю, чтобы его талант в 21 веке приобрёл достойную огранку, потому что Антон весь устремлен в будущее! Верю в его талант и надеюсь на его песни!